# Episodi di Una famiglia tutto pepe (prima stagione)
La prima stagione della serie televisiva Una famiglia tutto pepe è stata trasmessa in anteprima negli Stati Uniti d'America dalla Fox tra il 2 settembre 1990 e il 12 maggio 1991.
| nº | Titolo originale            | Titolo italiano | Prima TV USA      | Prima TV Italia |
| -- | --------------------------- | --------------- | ----------------- | --------------- |
| 0  | Pilot                       | inedito         | inedito           | inedito         |
| 1  | A Visit from Ray            |                 | 2 settembre 1990  |                 |
| 2  | A Pair of Cranks            |                 | 9 settembre 1990  |                 |
| 3  | One of the Girls            |                 | 16 settembre 1990 |                 |
| 4  | A Dog's Life                |                 | 23 settembre 1990 |                 |
| 5  | Step Lightly                |                 | 30 settembre 1990 |                 |
| 6  | Life with Fathers           |                 | 7 ottobre 1990    |                 |
| 7  | What's Wrong with That Boy? |                 | 21 ottobre 1990   |                 |
| 8  | Tooth or Consequences       |                 | 28 ottobre 1990   |                 |
| 9  | Soft Shell                  |                 | 4 novembre 1990   |                 |
| 10 | Young at Heart              |                 | 11 novembre 1990  |                 |
| 11 | Occasional Wife             |                 | 18 novembre 1990  |                 |
| 12 | High Anxiety                |                 | 25 novembre 1990  |                 |
| 13 | Puppet Regime               |                 | 16 dicembre 1990  |                 |
| 14 | Christmas Show '90          |                 | 23 dicembre 1990  |                 |
| 15 | A Moment of Ruth            |                 | 13 gennaio 1991   |                 |
| 16 | A Real Pain                 |                 | 3 febbraio 1991   |                 |
| 17 | The Tender Trap             |                 | 10 febbraio 1991  |                 |
| 18 | Opposites Attract           |                 | 17 febbraio 1991  |                 |
| 19 | Homies Alone                |                 | 3 marzo 1991      |                 |
| 20 | Daughter Dearest            |                 | 24 marzo 1991     |                 |
| 21 | A Matter of Principal       |                 | 14 aprile 1991    |                 |
| 22 | Superman, Superego          |                 | 21 aprile 1991    |                 |
| 23 | Prisoners of Love           |                 | 28 aprile 1991    |                 |
| 24 | Favorite Son                |                 | 12 maggio 1991    |                 |